# Jüdische Trauerhalle (Podivín)

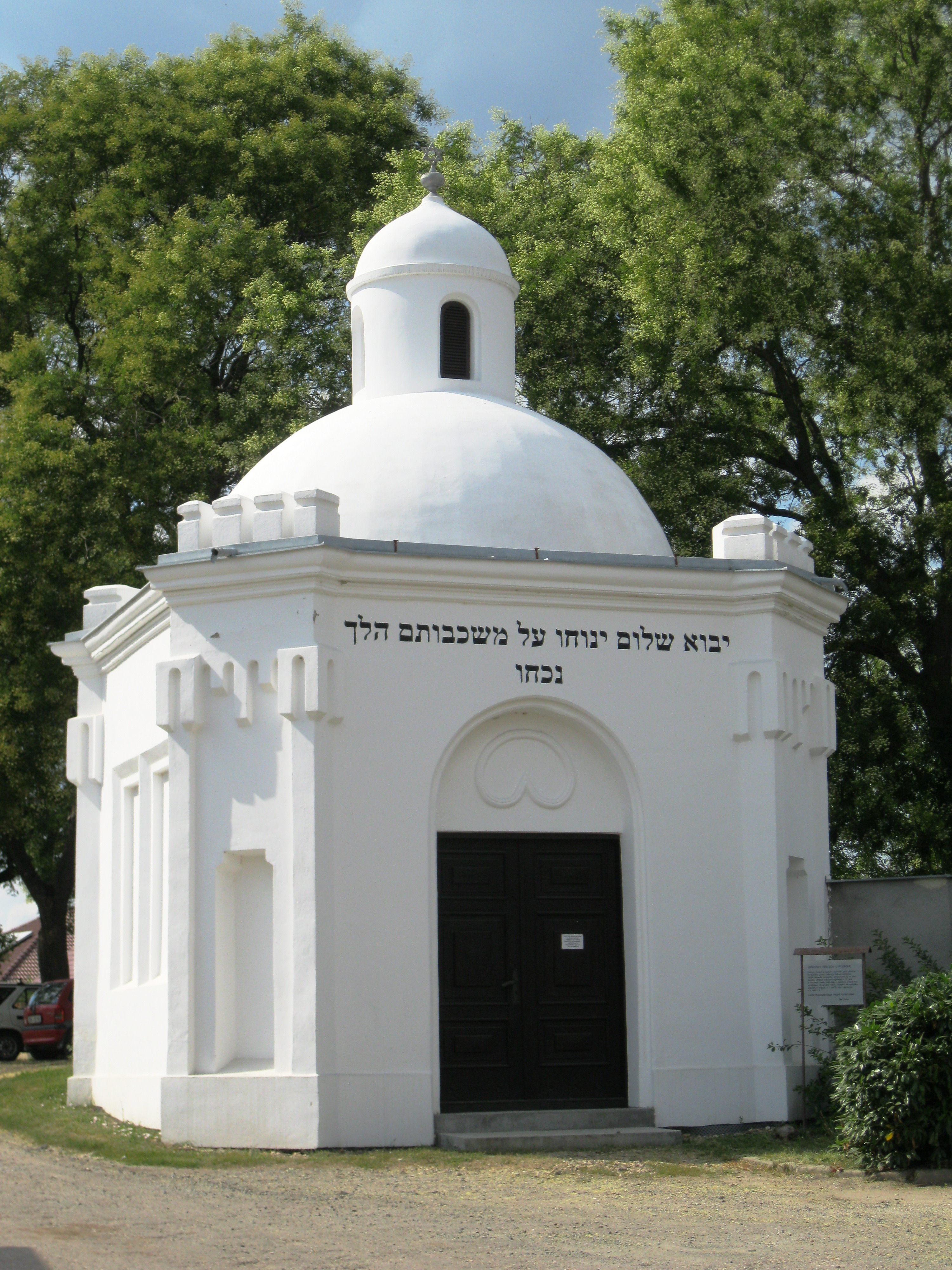
Jüdische Trauerhalle in Podivín

Die Jüdische Trauerhalle in Podivín (deutsch Kostel, auch Podiwin), einer südmährischen Stadt in Tschechien, wurde Mitte des 19. Jahrhunderts errichtet.

## Geschichte
Die Trauerhalle am Eingang des jüdischen Friedhofs in Podivín ist ein geschütztes Kulturdenkmal.
Der Saalbau im Stil des Historismus wird von einer Kuppel überwölbt, die von einer Laterne bekrönt wird. Über dem Eingang ist eine hebräische Inschrift angebracht ("Die in Geradheit gewandelt sind, kommen zum Frieden und ruhen auf ihren Lagerstätten", Jesaja 57,2).